# Istočni Drvar
Istočni Drvar (in serbo Источни Дрвар) è un comune della Repubblica Serba di Bosnia ed Erzegovina con 109 abitanti al censimento 2013.
È conosciuta anche come Srpski Drvar (Српски Дрвар) ed è la parte del comune di Drvar che in seguito agli Accordi di Dayton è amministrata dalla parte serba.
Confina con il comune di Petrovac a nord-ovest, con Ribnik a est e Drvar a sud. La località maggiore è il villaggio di Potoci.
È il comune meno popoloso della Bosnia-Erzegovina